# Клиничко-болнички центар Земун
Клиничко-болнички центар Земун (скраћено КБЦ Земун), познат колоквијално и као Земунска болница, здравствени је центар терцијарног типа који се налази у Земуну, Београд, Република Србија. Основан је 1784. године спајањем две конфесије, католичког (1758) и православног (1769) карантина. Најстарија је здравствена установа у Србији и једна од најстаријих на Балкану. Ново доба за болницу дошло је крајем 19. века доласком др Војислава Суботића који је од болнице направио модерно лечилиште.
Данас болница поседује 620 кревета и просечно у току године пружа потребну негу око 20 хиљада пацијената. Наставна је база Медицинског факултета Универзитета у Београду. Током пандемије ковида 19 активно је учествовала у збрињавању и лечењу заражених. Носилац је ордена Никола Тесла и Сретењског ордена.

## Историјат
Средином 18. века у верским земунским општинама оснивају се болнице. Римокатоличка жупа основала је болницу 1758. док су локални Срби имали зграду у непосредној близини Николајевске цркве. Генерална команда је због смањења трошкова одлучила да се уреди само једна болничка зграда под управом Магистрата. То је учињено 25. фебруара 1784. уједињењем обе болнице што се сматра даном почетка рада Земунске болнице.
Доласком доктора Војислава Суботића долази до унапређења услова рада и самог рада. Прва, билатерална овариектомија, урађена је 1883. а 1887. године др Суботић, тада четврти у свету, оперише цисту панкреаса. Хирургију је пратио развој анестезије и први подаци прикупљају се 1898. када се води посебна књига по називом „књига наркозе“. Те године уписано је 78 болесника оперисаних у општој анестезији. Године 1887. склапањем уговора између представника града и Реда сестара милосрдница св. Винка Паулског долази до поверавања рада болнице женском монашком реду чије су припаднице дошле из Загреба. У пролеће 1889. др Суботић је поднео оставку.Касније је у Београду постао шеф Хируршког одељења Опште државне болнице и радом се афирмисао као оснивач модерне хирургије у Србији. Први је продекан Медицинског факултета, чији је професор постао 1919. године. Године 1901. набављен је нови Рендген апарат (само једну годину пошто је додељена Нобелова награда за откриће X зрака). Болница је поседовала стерилизатор, што је посебно истицано у свим годишњим извештајима. Почетком 20. века болница која је до тада имала само Опште одељење подељена је на Хируршко, Интерно и Венерично одељење.
После немачке окупације Краљевине Југославије 1941. године у Земуну долази до промена. Град се нашао у “Немачком привредном подручју” све до 10. октобра исте године кад је ушао у састав Независне Државе Хрватске. Земунска болница је остала под управом милосрдних сестара. Након ослобођења Земуна 1944. болница је постала војна установа која је лечила борце НОВЈ са Сремског фронта од октобра 1944. до јесени 1945. Од октобра 1945. Војна болница постаје Јавна општа болница Земун. Године 1954. године преименована је у Градску болницу да би 1965. године у Општу болницу у Земуну а затим 1973. у Клиничку болницу у Земуну. Коначно под називом Клиничко-болнички центар Земун болница ради од 31. децембра 1983. године.

## Капацитет
Земунска болница као здравствена установа терцијарног типа са капацитетом од 620 лежајева састоји се од следећих организационих јединица:
- Клиника за хирургију
- Клиника за интерну медицину
- Болница за гинекологију и акушерство
- Болница за педијатрију
- Болница за неурологију
- Болница за онкологију
- Заједничке медицинске делатности
- Немедицинске организационе јединице

## Едукација
Земунска болница је наставна база Медицинског факултета Универзитета у Београду за следеће катедре:
- Катедра интерне медицине
- Катедра хирургије са анестезиологијом
- Катедра оториноларингологије са максилофацијалном хирургијом

Такође, наставна је база две високе здравствене школе струковних студија Висока здравствена школа струковних студија у Београду и Висока здравствено-санитарна школа струковних студија „Висан“ и средње медицинске школе у Земуну "Надежда Петровић".

## Награде и признања
- 2004. орден Никола Тесла I степена
- 2014. Сретењски орден II степена
- 2024. Орден Светог Саве II степена